# Palazzo Negri
Palazzo Negri, in passato chiamato palazzo Vela Sambonifacio, è un edificio civile posto all'angolo tra via Cappello e via Stella a Verona.

## Storia e descrizione
Un primo edificio venne commissionato nel XV secolo della nobile famiglia dei Sambonifacio, al suo ritorno a Verona dopo l'esilio subito a partire dal 1225, decaduto solo al termine della Signoria Scaligera. Durante il breve periodo della dominazione francese (1797-1814) fu di proprietà di Gaetano Vela, che lo vendette infine alla nobile famiglia Negri, di origini friulane.
Il palazzo è stato ristrutturato nel XVIII secolo su disegno dall'architetto Giannantonio Selva, noto principalmente per avere progettato il Gran Teatro La Fenice, e si presenta uno stile neoclassico.
Sulla facciata principale dell'edificio, prospiciente via Cappello, si trova il monumentale portale d'ingresso, coronato da un balcone caratterizzato da due statue posizionate sopra la finestra centrale; disposte in posizione sdraiata, furono scolpite da Gaetano Cignaroli, nipote del più famoso pittore Giambettino. Dal portale si accede ad un vasto atrio con soffitto affrescato, dal quale si accede al scalone che sale al piano nobile. Qui si trova il salone principale, affrescato nel 1810 da Giuseppe Canella: si possono osservare ampie vedute con motivi che sembrano derivare dalle incisioni del Piranesi, come l'arco trionfale, la colonna, la statua di leone accovacciato; tali vedute, tuttavia, non sono più riquadrate in cornici, ma disposte oltre un grande loggiato a colonne corinzie. Nelle altre stanze del piano nobile si possono invece osservare pregevoli affreschi del pittore Ludovico Macanzoni, affiancato dai figli Gaetano e Domenico, in cui sono raffigurati paesaggi della Valpolicella.